# 中国共産党寧夏回族自治区委員会
中国共産党寧夏回族自治区委員会（ちゅうごくきょうさんとうねいか かいぞく じちくいいんかい）は中国共産党に所在する寧夏回族自治区を運営する組織である。
中国共産党寧夏回族自治区委員は中国共産党寧夏回族自治区大会という選挙によって選出される。大会が開催されていない期間は、中国共産党中央委員会の指示を寧夏回族自治区で実行し、寧夏回族自治区の行動を指導し、中国共産党中央委員会に定期的に報告する。

## 沿革
1949年10月18日、中国共産党中央委員会の承認を得て、中国共産党寧夏省委員会が設立した。1954年に寧夏省は廃止された。1957年11月、中国共産党寧夏回族自治区作業委員会に建立。1958年5月、中国共産党中央委員会の承認を得て、中国共産党寧夏自治区委員会が設立した。

## 職責
『中国共産党地方委員会工作条例』によると、中国共産党地方委員会は主に政治、思想と組織指導を実行し、以下の職能を担う：
1. 地域の主要な問題についての意思決定を行う。
2. 法的手続きを通じて、党組織の主張を地方の規制、地方政府の規則又はその他の政令にする。
3. 地域の思想文化宣伝工作に対する指導を強化し、イデオロギー工作の指導権、発言権をしっかりと掌握する。
4. 幹部管理権限に従い幹部を任免し、管理し、地方国家機関、政協組織、人民団体、国有企業事業単位等に重要幹部を推薦する。
5. 人民代表大会、政府、政治協商会議、裁判所、検察院、人民団体などが法により規約に基づき独立して責任を負い、協調一致して業務を展開することを支持・保証し、これらの組織における党グループの指導の核心的役割を発揮する。
6. 地域の群団活動と統一戦線活動に対する指導を強化する。
7. 所属する党組織と広範な党員を動員、組織し、大衆を団結させて党の目標任務を実現する。

## 構成機関
『寧夏回族自治区機構改革方案』によると、中国共産党寧夏回族自治区委員会には15の工作機関が設置され、工作機関が管理する機関（副庁級）が1つある。中国共産党寧夏回族自治区委員会は以下の機構を設置している：
- 中国共産党寧夏回族自治区委員会弁公庁

### スキル部門
- 中国共産党寧夏回族自治区委員会組織部
- 中国共産党寧夏回族自治区委員会宣伝部
- 中国共産党寧夏回族自治区委員会統一戦線工作部
- 中国共産党寧夏回族自治区委員会政法委員会

### 仕事部門
- 中国共産党寧夏回族自治区委員会組織部政策研究室
- 中国共産党寧夏回族自治区委員会組織部国家安全委員会弁公室
- 中国共産党寧夏回族自治区委員会網絡安全・情報化委員会弁公室
- 中国共産党寧夏回族自治区委員会財経委員会弁公室
- 中国共産党寧夏回族自治区委員会機構編成委員会弁公室
- 中国共産党寧夏回族自治区委員会軍民融合発展委員会弁公室
- 中国共産党寧夏回族自治区委員会台港澳工作弁公室
- 中国共産党寧夏回族自治区委員会巡回指導者小組弁公室
- 中国共産党寧夏回族自治区委員会老幹部局

### 派遣機関
- 中国共産党寧夏回族自治区委員会直属機関工作委員会

### 直属事業単位
- 中国共産党寧夏回族自治区委員会党校
- 寧夏社会主義学院
- 『寧夏日報（中国語版）』社
- 中国共産党寧夏回族自治区委員会党史研究院
- 寧夏回族自治区公文書館

……

### 作業組織が管理する機関
- 中国共産党寧夏回族自治区委員会機密局（中国共産党寧夏回族自治区委員会弁公庁が管理する）

## 歴代の書記
| 肖像 | 氏名   | 就任           | 退任           | 注          |
| ---- | ------ | -------------- | -------------- | ----------- |
|      | 潘自力 | 1949年         | 1951年10月     | [ 1 ]       |
|      | 朱敏   | 1951年10月     | 1952年12月     | [ 1 ]       |
|      | 李景林 | 1953年1月      | 1954年7月      | [ 1 ]       |
|      | 劉格平 | 1957年11月     | 1959年         | [ 1 ]       |
|      | 汪鋒   | 1959年2月      | 1961年2月      | [ 1 ]       |
|      | 楊静仁 | 1961年1月      | 1967年1月      | [ 1 ]       |
|      | 康健民 | 1971年         | 1977年1月      | [ 1 ]       |
|      | 霍士廉 | 1977年1月      | 1979年2月      | [ 1 ]       |
|      | 李学智 | 1979年2月      | 1987年1月4日   | [ 1 ]       |
|      | 沈達人 | 1987年1月4日   | 1989年12月16日 | [ 1 ]       |
|      | 黄璜   | 1989年12月16日 | 1997年8月      | [ 1 ]       |
|      | 毛如柏 | 1997年8月      | 2002年3月      | [ 1 ]       |
|      | 陳建国 | 2002年3月      | 2010年7月      | [ 1 ]       |
|      | 張毅   | 2010年7月      | 2013年3月19日  | [ 1 ]       |
|      | 李建華 | 2013年3月19日  | 2017年4月26日  | [ 1 ] [ 2 ] |
|      | 石泰峰 | 2017年4月26日  | 2019年10月25日 | [ 1 ] [ 3 ] |
|      | 陳潤児 | 2019年10月25日 | 2022年3月28日  | [ 4 ]       |
|      | 梁言順 | 2022年3月28日  | 2024年6月28日  | [ 5 ]       |
|      | 李邑飛 | 2024年6月28日  | 現在           | [ 6 ]       |

## 歴代の構成員
自治区第十一期党委（2012年6月-2017年6月）
- 書記：張毅（-2013年3月）、李建華（2013年3月-2017年4月）、石泰峰（2017年4月-）
- 副書記：王正偉（回族）（-2013年3月）、崔波（-2017年4月）、劉慧（女、回族）（2013年3月-2016年6月）、咸輝（女、回族）（2016年9月-）、姜志剛（2017年4月-）
- 常務委員：張毅（-2013年3月）、王正偉（回族）（-2013年3月）、崔波、劉慧（女、回族）（-2016年6月）、蘇徳良（-2013年5月）、蔡国英（-2017年1月）、王志宏（-2014年7月）、馬三剛（回族）（-2015年4月）、陳緒国（-2016年4月）、徐広国、傅興国（-2016年12月）、袁家軍（-2014年8月）、李文章（-2016年6月）、李建華（2013年3月-2017年4月）、王雁飛（2013年5月-2015年4月）、李鋭（2013年6月-）、昌業廷（2014年10月-2016年）、張超超（2014年12月-）、馬廷礼（回族）（2015年4月-）、紀崢（2015年6月-）、許伝智（2016年4月-）、咸輝（女、回族）（2016年9月-）、趙永清（2017年1月-）、盛栄華（2017年2月-）、馬順清（回族）（2017年3月-）、石泰峰（2017年4月-）、姜志剛（2017年4月-）

自治区第十二期党委（2017年6月-2022年6月）
- 書記：石泰峰（-2019年10月）、陳潤児（2019年10月-2022年3月）、梁言順（2022年3月-）
- 副書記：咸輝（女、回族、-2022年5月）、姜志剛（-2021年1月）、陳雍（満族、2021年7月-）、張雨浦（回族、2022年4月-）
- 常務委員：石泰峰（-2019年10月）、咸輝（女、回族）（-2022年5月）、姜志剛（-2021年1月）、徐広国（-2018年4月）、張超超、馬順清（回族）（-2018年11月）、許伝智（-2019年11月）、紀崢（-2018年9月）、盛栄華（-2019年5月）、趙永清、白尚成（回族）、張柱（-2021年9月）、潘武俊（2018年1月-2020年12月）、張韻声（2018年6月-2020年12月）、石岱（女）（2019年5月-）、李金科（満族）（2019年7月-）、陳潤児（2019年10月-2022年3月）、艾俊濤（2019年11月-）、趙建宏（2020年12月-）、雷東生（2021年1月-）、馬漢成（回族）（2021年4月-）、賴蛟（2021年7月-2021年11月）、張雨浦（回族）（2021年8月-）、梁言順（2022年3月-）、買彦州（2022年5月-）

自治区第十三期党委（2022年6月至今）
- 書記：梁言順（-2024年6月28日）、李邑飛（中国語版）（2024年6月28日-）
- 副書記：張雨浦（回族）、陳雍（満族）（-2023年1月）、荘厳（2023年8月-）
- 常務委員：梁言順、張雨浦（回族）、陳雍（満族）（-2023年1月）、艾俊濤、雷東生、李金科（満族）（-2024年11月）、石岱（女）（-2023年10月）、馬漢成（回族）（-2024年12月）、陳春平、買彥州（回族）、郭建軍、趙旭輝、王剛（-2023年5月）、朱天舒（2023年7月-）、荘厳（2023年8月-）李東旭（2023年12月-）、李邑飛（2024年6月-）、冼国義（2024年12月-）